# Legionella gratiana
Espèce
Legionella gratiana est une espèce de bactéries gram-négatives de la famille des Legionellaceae.

## Historique
Lors de recherches bactériologiques dans un établissement thermal savoyard, une souche atypique ayant des caractéristiques des Legionella est isolée d'une source d'eau chaude à une altitude de 360 m. Elle y est détectée  dans les réservoirs d'eaux, les pommeaux de douche, les robinets de chambre et les piscines. Une fois caractérisée, elle s'est révélée être une nouvelle espèce.

## Description
Les Legionella gratiana sont des bactéries en forme de bacilles. Elles sont mobiles avec un flagelle polaire unique. Ce sont des bactéries capables de produire une catalase, une oxydase, une gélatinase et une β-lactamase. Elles n'hydrolysent pas l'hippurate. Elles ne produisent pas de pigments bruns lorsqu'elles sont cultivées sur milieu supplémenté en L-tyrosine. La souche type a aussi une réaction négative pour les tests duréase, de réduction du nitrate reduction, et de fermentation du glucose.
Les bactéries de cette espèce peuvent croître en deux à trois jours sur milieu BCYE mais pas en absence de L-cystéine et, les colonies qui s'y forment ne sont pas autofluorescentes sous lumière UV de 366 nm. La présence d'une atmosphère supplémentée en CO2 ne semble pas nécessaire.
Les acides gras majoritaires de cette espèce sont des acides gras hexadécenoïques (16:1), hexadécanoïques (16:0) et 14-hexadecanoïques (i16:0). La quinone majoritaire est l'ubiquinone Q10.
Les tests d'immunofluorescences directes ont eu comme résultats des colorations modérées uniquement avec les anticorps anti-L. bozemanii serogroupe 2, L. longbeachae serogroupe 2 et L. anisa ce qui révèle la présence probable d'antigènes communs.
Les analyses d'hybridation ADN-ADN totales de la souche type Lyon8420412 avec les espèces de Legionella déjà connue à cette époque n'ont montré de résultats significatifs au-delà de 30 % de réassociation qu'avec les espèces L. sainthelensi, L. longbeachae, L. cincinnatiensis, L. parisiensis et L. santicrucis. Le pourcentage en bases nucléiques G+C est de 38 %.

## Habitat
Cette espèce est présente dans les eaux thermales dont la température est située entre 39 °C et 45 °C contenant surtout des sulfates et thiosulfates de calcium et sodium.

## Pathogénicité
Son pouvoir pathogène reste putatif. La recherche sérologique dans l'établissement thermal où cette espèce a été découverte, montre des titres d'anticorps significativement plus élevés chez les patients et le personnel de cet établissement que dans les populations témoins.

## Taxonomie
Le nom correct complet (avec auteur) de ce taxon est Legionella gratiana Bornstein et al. 1991. Décrite en 1989, cette bactérie a vu son nom validé en 1991,. 
La souche type de cette espèce est la souche Lyon 8420412, aussi connue sous le numéro CDC 1242,.

### Étymologie
Le nom de cette bactérie lui a été donné d'après un empereur romain qui a vécu dans la ville où elle a été isolée. Son étymologie est la suivante : gra.ti.a.na. N.L. fem. adj. gratiana, appartenant à Gratianus, l'empereur romain qui s'est baigné dans les sources d'eaux chaudes où l'espèce a été isolée.